# しゅかりごと
『しゅかりごと』は、ABEMA RADIOで配信されていたトーク番組である。メインパーソナリティは、声優の斉藤朱夏。

## 番組内容
ABEMA RADIOで配信されていた、声優の斉藤朱夏がメインパーソナリティを担当するトーク番組である。また、斉藤にとっては初の冠番組でもあった。お悩み相談や大喜利など、リスナー参加型の番組を展開していた。
斉藤はインタビューで「少しだけかもしれないですが、ファンの方の人間性をより理解することができたのかなと。」と、番組出演を通じて感じたことについて述べていた。
番組名は「斉藤朱夏」「ひとりごと」から由来していた。

## コーナー紹介
しゅかっとお悩み解決
リスナー（朱夏人）から送られてきた悩みを、斉藤が独断と偏見で解決する。
しゅかぎり
斉藤が中学時代から描き続けるキャラクターのセリフを、リスナーが大喜利形式で答える。
しゅかどう
斉藤に見てもらいたい動画を送って、その動画を斉藤が紹介する。

## 出演者
- 斉藤朱夏（さいとうしゅか）：メインパーソナリティー[1]。

- バナT（バナティー）：番組スタッフ。初期はボイスチェンジャーを使用して出演していたが、斉藤が行ったTwitterのアンケートでリスナーの約7割が「生声で出演してほしい」と回答したため、生声での出演となった[4]。

また、ゲストとしてタレントの豊田真希が出演したことがある。

## 配信
2018年11月2日 - 2020年6月27日（26日深夜）に、ABEMA RADIOにて配信されていた。配信時間の変遷は以下の通り。
| 回              | 配信期間                                            | 配信時間                     |
| --------------- | --------------------------------------------------- | ---------------------------- |
| 第1回 - 第34回  | 2018年11月2日 - 2019年6月28日                       | 金曜 23:00 - 23:30           |
| 第35回 - 第86回 | 2019年7月6日（5日深夜） - 2020年6月27日（26日深夜） | 土曜 0:00 - 0:30（金曜深夜） |

## その他
斉藤のファンクラブイベントでは公開収録が行われ、収録の様子をファンも見ることができた。
第77回 - 第83回の放送は、新型コロナウイルス感染症対策のためリモート収録となった。
『しゅかりごと』終了後、2020年7月2日（1日深夜）からNACK5で『斉藤朱夏 しゅかラジ!』が放送されている。